# Saint-Privat, Ardèche

Saint-Privat este o comună în departamentul Ardèche din sud-estul Franței. În 1 ianuarie 2022 avea o populație de 1.664 de locuitori.